# Hansa Dortmund
Hansa Dortmund, pełna nazwa Schachclub Hansa Dortmund e.V. – niemiecki klub szachowy z siedzibą w Dortmundzie, założony w 1973 roku.

## Historia

Herb klubu

Klub został założony w 1973 roku przez Klausa Neumanna. Był on organizatorem turniejów szachowych, w 1973 roku organizował m.in. turniej o mistrzostwo Niemiec oraz turniej 1. Dortmunder Schachtage. Był także członkiem Dortmunder SV, jednak niezadowolony z zatrudnienia w klubie Beli Soosa jako trenera oraz wynikłego z tego konfliktu, opuścił klub wraz z kilkoma innymi jego członkami. W następstwie w grudniu 1973 roku powołał sekcję szachową wioślarskiego klubu Ruderclub Hansa von 1898, a 8 stycznia 1974 roku odbyło się pierwsze zebranie członków. Wkrótce potem zamieszczono w lokalnej prasie ogłoszenia o naborze do klubu. Hansa rozpoczęła także organizację turniejów i wieczorów szachowych, na które zapraszano takich gości, jak Heikki Westerinen, Nona Gaprindaszwili i Aleksandr Kotow. 
Rozgrywki ligowe Hansa rozpoczęła w sezonie 1974/1975 od 2. Kreisklasse, zwyciężając wówczas wszystkie mecze i awansując do 1. Kreisklasse. Następnie uzyskano awans do Bezirksligi, którą wygrano w 1978 roku. Rok później powołano drużynę młodzieżową Hansy. W 1983 roku pierwszy zespół awansował do NRW-Ligi (trzeci poziom rozgrywkowy), w której występował do roku 1987. W styczniu 1983 roku sekcja szachowa uniezależniła się od klubu wioślarskiego, a w 27 lipca 1987 roku klub został formalnie zarejestrowany jako towarzystwo zarejestrowane. W 1990 roku Hansa spadła do Verbandsligi. Wskutek konieczności porzucenia dawnej siedziby w Kolpinghaus z powodu wysokiego czynszu, w tym okresie zmniejszyła się liczba członków, a co za tym idzie – klub zmniejszył liczbę zgłoszonych drużyn. 28 listopada 1999 roku zmarł Klaus Neumann.
W czerwcu 1999 roku nowym prezesem klubu został Andreas Warsitz. W 2004 roku Hansa zdobyła Puchar Nadrenii Północnej-Westfalii. W 2006 roku pierwszy zespół po remisie 4:4 z KS Gelsenkirchen zapewnił sobie awans do 2. Bundesligi, jednakże w sezonie 2006/2007 Hansa spadła z ligi. Po powtórnym awansie w 2008 roku zakontraktowano takich szachistów, jak Siergiej Kasparow i Héðinn Steingrímsson, a także zawodników z tytułem mistrza międzynarodowego. W 2011 roku klub zajął drugie miejsce w 2. Bundeslidze, awansując do Bundesligi. W sezonie 2012/2013 nastąpił spadek do 2. Bundesligi. Ponowny awans do najwyższej niemieckiej klasy rozgrywkowej nastąpił w 2014 roku. W sezonie 2014/2015 Hansa zajęła jedenaste miejsce w lidze, a rok później dwunaste – spadkowe. W 2022 roku Hansa spadła do Oberligi. Rok później zespół z przyczyn finansowych oraz zmniejszonego zainteresowania podjął decyzję o wycofaniu się z udziału w turniejach na poziomie profesjonalnym.

## Statystyki ligowe
Obejmują dane od sezonu 2003/2004. Źródła: Deutscher Schachbund, Aachener Schachverein 1856
| Sezon     | Liga          | Miejsce | Punkty | Mecze | Z-R-P |
| --------- | ------------- | ------- | ------ | ----- | ----- |
| 2003/2004 | Oberliga      | 3       | 13     | 9     | 6-1-2 |
| 2004/2005 | Oberliga      | 7       | 9      | 9     | 3-3-3 |
| 2005/2006 | Oberliga      | 2       | 13     | 9     | 5-3-1 |
| 2006/2007 | 2. Bundesliga | 9       | 1      | 8     | 0-1-7 |
| 2007/2008 | Oberliga      | 2       | 11     | 9     | 5-1-3 |
| 2008/2009 | 2. Bundesliga | 6       | 9      | 9     | 4-1-4 |
| 2009/2010 | 2. Bundesliga | 2       | 9      | 9     | 4-1-4 |
| 2010/2011 | 2. Bundesliga | 2       | 14     | 9     | 7-0-2 |
| 2011/2012 | Bundesliga    | 12      | 10     | 15    | 3-4-8 |
| 2012/2013 | 2. Bundesliga | 4       | 11     | 9     | 3-5-1 |
| 2013/2014 | 2. Bundesliga | 2       | 14     | 9     | 7-0-2 |
| 2014/2015 | Bundesliga    | 11      | 13     | 15    | 6-1-8 |
| 2015/2016 | Bundesliga    | 12      | 13     | 15    | 6-1-8 |
| 2016/2017 | 2. Bundesliga | 5       | 8      | 9     | 3-2-4 |
| 2017/2018 | 2. Bundesliga | 6       | 8      | 9     | 3-2-4 |
| 2018/2019 | 2. Bundesliga | 5       | 9      | 9     | 4-1-4 |
| 2019/2021 | 2. Bundesliga | 6       | 6      | 9     | 3-0-5 |
| 2021/2022 | 2. Bundesliga | 10      | 2      | 9     | 1-0-8 |
| 2022/2023 | Oberliga      | 10      | 2      | 9     | 1-0-8 |

## Arcymistrzowie w historii klubu
- David Antón Guijarro[22]
- Emanuel Berg[23]
- Aleksandr Donczenko[22]
- Baadur Dżobawa[24]
- Abhijeet Gupta[25]
- Bartłomiej Heberla[26]
- Imre Héra[26]
- Siergiej Kasparow[27]
- Borko Lajthajm[28]
- Romuald Mainka[29]
- Robert Markuš[26]
- Kamil Mitoń[24]
- Miša Pap[25]
- Eckhard Schmittdiel[29]
- Héðinn Steingrímsson[27]
- Hans Tikkanen[24]